# Калимуллин, Рифкат Калимуллович
Рифкат (Рифгат) Калимуллович Калимуллин (1927—1993) — советский работник сельского хозяйства, инженер-механик, Герой Социалистического Труда (1951); кандидат технических наук (1967).
Автор трудов по операционной технологии уборки хлебов, автор новой технологии обмолота зерновых культур и многорежимного молотильно-сепарирующего устройства.

## Биография
Родился 5 апреля 1927 года в селе Бурундуки Кайбицкого района Татарской АССР.
В 1942 году стал помощником комбайнера в Муралинской машинно-тракторной станции, а через год уже самостоятельно управлял комбайном.
В 1960—1966 годах учился в Казанском сельскохозяйственном институте. В 1966—1969 годах был главным инженером машинно-тракторного парка Татобъединения «Сельхозтехника», в 1969—1987 — заведующий отделением механизации ТатНИИСХ.

## Награды
- Герой Социалистического Труда с вручением ордена Ленина (1951),
- два ордена Ленина (1949, 1950) и медали,
- Заслуженный механизатор сельского хозяйства ТАССР (1967).